# کمیته اخلاق فدراسیون فوتبال ایران
کمیته اخلاق فدراسیون فوتبال ایران یکی از ارکان قضائی فدراسیون فوتبال ایران محسوب می‌شود که مسئولیت تعیین آئین‌نامه‌ها و دستورالعمل‌های مربوط به رعایت مسائل اخلاقی و فرهنگی و بازی جوانمردانه و همچنین نظارت بر نحوه اجرای این آئین‌نامه‌ها، دستورالعمل‌های مصوب و تصمیم‌گیری در خصوص موارد عدم رعایت اصول اخلاقی، فرهنگی و بازی جوانمردانه را بر عهده دارد.
کمیته انضباطی به تخلفات واقع شده در داخل زمین فوتبال و کمیته اخلاق به تخلفات واقع شده در خارج از زمین فوتبال رسیدگی می‌نماید اما در صورتیکه موضوع واقع شده هم در حوزه اخلاق حرفه‌ای و هم در حوزه انضباطی تشخیص داده شود جلسه مشترکی از سوی هر دو کمیته می‌تواند تعیین کند که کدام کمیته به آن موضوع رسیدگی نماید که در این رابطه اولویت رسیدگی با کمیته انضباطی است.